# Championnats d'Afrique de lutte 2019
Navigation
Port Harcourt 2018 Alger 2020
Les championnats d'Afrique de lutte 2019 se déroulent du 26 au 31 mars 2019 à Hammamet, en Tunisie.

## Calendrier
| Épreuve↓/Date →     | Mar 26 | Mer 27 | Jeu 28 | Ven 29 | Sam 30 | Dim 31 |
| ------------------- | ------ | ------ | ------ | ------ | ------ | ------ |
| Cadets              |        |        |        |        |        |        |
| Lutte féminine      | x      |        |        |        |        |        |
| Lutte gréco-romaine | x      |        |        |        |        |        |
| Lutte libre         |        | x      |        |        |        |        |
| Juniors             |        |        |        |        |        |        |
| Lutte féminine      |        |        | x      |        |        |        |
| Lutte gréco-romaine |        |        | x      |        |        |        |
| Lutte libre         |        |        |        | x      |        |        |
| Seniors             |        |        |        |        |        |        |
| Lutte féminine      |        |        |        |        | x      |        |
| Lutte gréco-romaine |        |        |        |        | x      |        |
| Lutte libre         |        |        |        |        |        | x      |

## Podiums

### Hommes

#### Lutte libre
| Catégories | Or                                 | Argent                            | Bronze                                                  |
| ---------- | ---------------------------------- | --------------------------------- | ------------------------------------------------------- |
| 57 kg      | Abdelhak Kherbache                 | Chakir Ansari                     | Gamal Abdelnaser Hanafy Mohamed                         |
| 61 kg      | Adama Diatta                       | Yasser Eshhata Abady Ahmed        | Mohamed Al Amine Lakel                                  |
| 65 kg      | Mbunde Cumba Mbali                 | Aly Ibrahim Abdelhamid Abdelhamid | Elie Djekoundakom Djerayom Kaireddine Ben Telili        |
| 70 kg      | Amr Reda Ramadan Hussen            | Fares Lakel                       | Rabii Regani                                            |
| 74 kg      | Ogbonna Emmanuel John              | Maher Ghanmi                      | Saifeldin Shokry Mohamed Mahmoud Elkoumy Augusto Midana |
| 79 kg      | Ayoub Barraj                       | Fateh Benferdjallah               | Ekerekeme Agiomor Aboubakr Elsayed Elsayed Gadelmawla   |
| 86 kg      | Sabri Mnasriya                     | Oussama Regani                    | Bedopassa Buassat Djonde Melvin Bibo                    |
| 92 kg      | Mohamed Saadaoui                   | Hosam Mohamed Mostafa Merghany    | Mohamed Fardj Aron Isomi Mbo                            |
| 97 kg      | Khaled Masoud Ismail Elmoatamadawi | Meher Dahmani                     | Mohamed Saliou Camara                                   |
| 125 kg     | Khaled Omr Zaki Mohamed Abdalla    | Abdelmoneim Adouli                | Reagan Mbo Mabuba                                       |

#### Lutte gréco-romaine
| Catégories | Or                       | Argent                   | Bronze                   |
| ---------- | ------------------------ | ------------------------ | ------------------------ |
| 55 kg      | Abdelkarim Fergat        | Ahmed Baghdouda          | Romio Goliath            |
| 60 kg      | Moamen Mohamed           | Abdennour Laouni         | Moez Jalel               |
| 63 kg      | Haithem Mahmoud          | Radhwen Tarhouni         | Fouad Fajari             |
| 67 kg      | Mohamed Ibrahim El-Sayed | Souleymen Nasr           | Bilal El Bahja           |
| 72 kg      | Tarek Benaissa           | Aziz Boualem             | Emmanuel Nworie          |
| 77 kg      | Zied Ait Ouagram         | Mohamed Zahab Khalil     | Akram Boudjemline        |
| 82 kg      | Ahmed Mahmoud Ahmed      | Abdelkrim Ouakali        | Hakim Trabelsi           |
| 87 kg      | Mohamed Metwaly          | Bachir Sid Azara         | Mohamed Skander Missaoui |
| 97 kg      | Adem Boudjemline         | Mohamed Ali Elsayed Gabr | Amine Guennichi          |
| 97 kg      | Adem Boudjemline         | Mohamed Ali Elsayed Gabr | Francisco Nkunga Ngonda  |
| 130 kg     | Abdellatif Mohamed       | Hichem Kouchit           | Mohamed Fadhel Blaghji   |

### Femmes

#### Lutte féminine
| Catégories | Or                 | Argent           | Bronze                  |
| ---------- | ------------------ | ---------------- | ----------------------- |
| 50 kg      | Mercy Genesis      | Nada Mohamed     | Kheira-Chaimaa Yahiaoui |
| 53 kg      | Hala Ahmed         | Sara Hamdi       | Rosemary Nweke          |
| 55 kg      | Faten Hammami      | Lamia Chemlal    | Faten Ahmed             |
| 57 kg      | Odunayo Adekuoroye | Joseph Essombe   | Dorsaf Gharsi           |
| 59 kg      | Eman Guda Ebrahim  | Khouloud El Ouni | Ifeoma Nwoye            |
| 62 kg      | Marwa Amri         | Aminat Adeniyi   | Berthe Etane Ngolle     |
| 65 kg      | Sunmisola Balogun  | Yvette Zié       | Nour Jeljeli            |
| 68 kg      | Blessing Oborududu | Anta Sambou      | Lilia Mejri             |
| 72 kg      | Samar Amer         | Hannah Rueben    | Wiem Trabelsi           |
| 76 kg      | Blessing Onyebuchi | Mona Ahmed       | Rihem Ayari             |